# ウェスト・ブロンプトン駅
ウェスト・ブロンプトン駅（ウェスト・ブロンプトンえき、英語: West Brompton station）は、イギリスのロンドン西部にある駅である。
ネットワーク・レールのウェスト・ロンドン線（WLL、以下「WL線」とする）およびロンドン地下鉄のディストリクト線の駅で、トラベルカード・ゾーン2に属する。
2000年、第2級指定建造物となった。

## 概要
ロンドン地下鉄の駅はディストリクト線のウィンブルドン支線に属する。
ウェスト・ロンドン線の駅には、ゴヴィア・テムズリンク・レールウェイが「サザン」ブランドで運行する列車と、ロンドン・オーバーグラウンドの列車が発着する。
共に相対式ホーム2面2線の地上駅で、駅舎は線路の上層を横切るオールド・ブロンプトン・ロード（国道A3218号線）に面する橋上駅舎である。
ディストリクト線の列車は東側の1・2番線に、WLLの列車は西側の3・4番線に発着する。ディストリクト線の2番線とWL線の3番線は同じ高さで接しており、間にはフェンスが設置されているものの、両ホームは通路により直接行き来が可能である。また、WL線のホームは地下鉄の駅と改札・出入口が分けられていない。

## 歴史
1860年代初頭、ウェスト・ロンドン・ジョイント鉄道 (WLJR) の南端の駅であったケンジントン・オリンピア駅（当時は「ケンジントン駅」）から、クラッパム・ジャンクション駅までを結ぶWest London Extension Joint Railway (WLEJR) の開業により、ウェスト・ブロンプトン地域を列車が通過するようになった。しかし、開業当初は当駅は設置されず、駅は1866年に開業した。
1869年4月12日、メトロポリタン・ディストリクト鉄道（MDR、現在のディストリクト線）が、路線をグロースター・ロード駅から西に延伸し、WLEJRの駅に隣接して当駅を終点かつ延伸線の唯一の駅（現在間にあるアールズ・コート駅は2年後の1871年に開業）として開業させた。当初はMDRがWLEJRに直通する計画があったが、これは行われなかった。
1880年3月1日、MDRの南への延伸路線が当駅からパットニー・ブリッジ駅まで開業し、当駅は中間駅となる。
1940年、第2次世界大戦が開始されるといくつものWL線の駅がドイツ軍による空襲の被害を受けたため、WL線のウィルズデン・ジャンクション駅とクラッパム・ジャンクション駅の間の旅客営業は1940年9月20日に中止され、WL線の駅には旅客列車が発着しなくなった（貨物列車の運行は継続）。旅客営業の無くなった当駅のWL線の駅舎とホームはその後取り壊されている。なお、地下鉄駅は営業が続けられた。
1999年6月1日、ネットワーク・レールが新たにWL線に2つのホームを設置し、旅客営業が再開された。駅の資金は、区境にあるこの駅の両側の区である、ケンジントン&チェルシー区とハマースミス&フラム区が提供している。
2007年11月、WL線に新たに発足したロンドン・オーバーグラウンドの運行する列車が走るようになり、当駅にも停車するようになった。

## 周辺
駅前の国道を挟んで北側にはアールズ・コート展示場があり、駅のすぐ東にはブロンプトン墓地 (Brompton Cemetery) がある。ロンドンオラトリオ会神学校 (London Oratory School) も近い。

## 運行
日中の運転パターンは以下の通り（本数は1時間あたり）。
ディストリクト線
東方面
3本 タワー・ヒル駅行き
3本 タワー・ヒル駅経由バーキング駅行き
6本 エッジウェア・ロード駅行き
西方面
12本 ウィンブルドン駅行き
ロンドン・オーバーグラウンド
4本 ウィルズデン・ジャンクション駅行き。そのうち2本はストラトフォード駅まで運行する
4本 クラパムジャンクション駅行き
サザン（ゴヴィア・テムズリンク・レールウェイ）
1本 ワットフォード・ジャンクション駅経由ミルトン・キーンズ・セントラル駅行き
1本 クラパムジャンクション駅、イースト・クロイドン駅経由サウス・クロイドン駅行き

## バス路線
ロンドンバスの74、430系統と、深夜バスのN74、N97系統が発着する。

## 隣の駅
ロンドン交通局
ロンドン地下鉄
■ディストリクト線
ウィンブルドン支線
フラム・ブロードウェイ駅 - ウェスト・ブロンプトン駅 - アールズ・コート駅
■ロンドン・オーバーグラウンド
ウェスト・ロンドン線
クラパムジャンクション駅 - ウェスト・ブロンプトン駅 - ケンジントン・オリンピア駅
ナショナル・レール
■サザン（ゴヴィア・テムズリンク・レールウェイ）
ウェスト・ロンドン線
インペリアル・ワーフ駅 - ウェスト・ブロンプトン駅 - ケンジントン・オリンピア駅
※ナショナル・レールとロンドン・オーバーグラウンドは同じ線路を使用する。

## ギャラリー

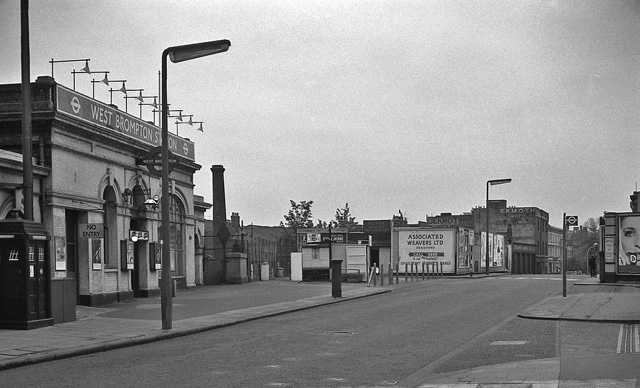
オールド・ブロンプトン・ストリートにある駅のエントランス（1963年）
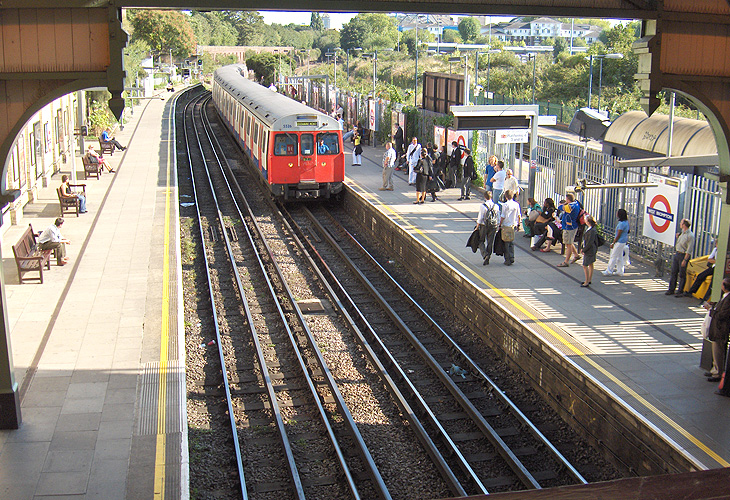
ロンドン地下鉄のプラットホーム。列車は駅に到着する北行き（アールズ・コート駅方面行き）列車。 ナショナル・レールのホーム・線路は写真右の柵の右側に接している（柵に通路が設置されているのがわかる）。
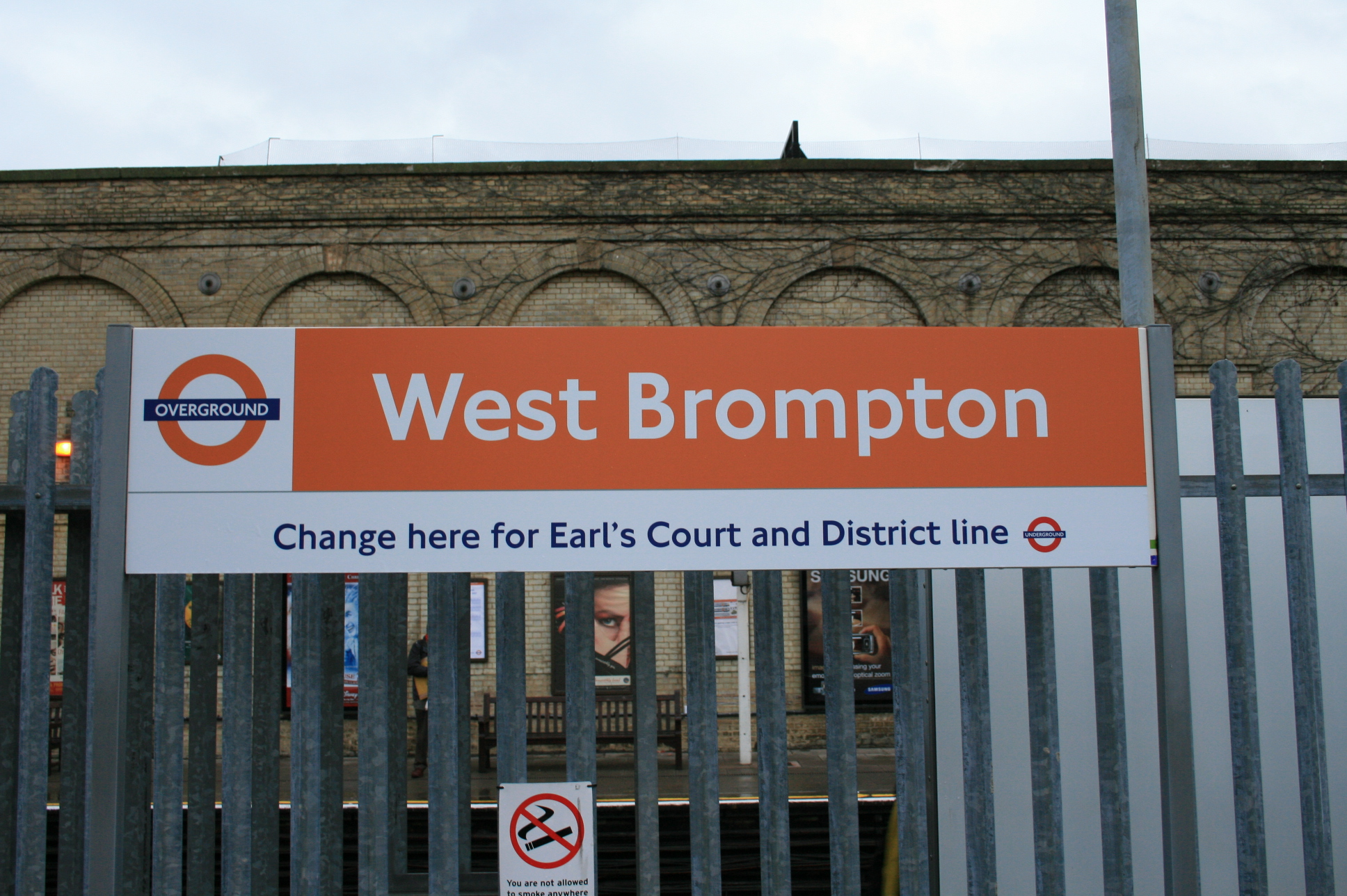
ロンドン・オーバーグラウンドが設置している駅名板。